# Марининская волость
Марининская волость, или волость Маринина Слобода — историческая административно-территориальная единица в составе Переяславского уезда располагалась в южной части уезда в бассейне рек Киржач и Шерна в XV—XVI веках.
По мнению Большаковой Н. В. Марининская волость, как административно-территориальная единица просуществовала не менее 200 лет.
Располагалась на части территорий современных Петушинского, Киржачского, Александровского, и Кольчугинского районов Владимирской области.

## История
Переяславский уезд в XV веке занимал в основном территорию бывшего Переяславского княжества, вошедшего в состав земель московского княжеского дома в начале XIV века.1 Это слабо всхолмленная равнина, служащая водоразделом между бассейнами Клязьмы и Верхней Волги. В XV—XVI веках она делилась на ряд станов и волостей (как административных единиц). Юридически Переяславль рассматривался как часть великого княжения, и обладание им формально было связано с великокняжеским столом. Такая точка зрения на Переяславль выражена в духовных грамотах Дмитрия Донского и Василия Дмитриевича. Исторической особенностью Переяславского уезда является отсутствие на его территории феодальных княжений — уделов. В период вхождения уезда в состав великого княжения Московского отдельные волости передавались иногда в состав Дмитровского удела, выделяемого обычно второму сыну великого князя. На территории уезда располагался также прижизненный удел вдовствующей великой княгини (в XV веке, — это обособленная часть государственной территории, находящаяся под её пожизненным управлением).
Маринина Слобода была дана в удел великой княгине Софье Витовтовне в первые годы княжения её сына (между 1425—1438 годами). После смерти Софьи Витовтовны в 1453 году Маринина Слобода перешла под управление великой княгини Марьи Ярославны; духовная великого князя Василия Васильевича фиксирует это положение и причисляет к слободе два стана — Артемьевский и Бортный. С конца 1470-х — начала 1480-х годов Маринина Слобода перешла в состав основной территории великого княжения.
В Марининой Слободе существовали и настоящие феодальные вотчины. К числу таких владений относятся сёла и деревни монастырей Троицкого Махрищского, Успенского Стромынского, Благовещенского Киржачского, а также вотчины светских феодалов, например, Тутолминых на Киржаче и Конковых на Шерне.
Удел великой княгини — это волость с преимущественно чёрным крестьянским землевладением; и крестьянское население удела, и находящиеся здесь же отдельные феодальные вотчины подчиняются её юрисдикции. Права великих княгинь сводятся в основном к двум положениям:
- в своем уделе великая княгиня имеет полное право управления, суда и дани, т. е, осуществляет функции государственной власти без вмешательства каких-либо представителей великокняжеской администрации;
- после смерти великой княгини удел возвращается в великое княжение (великая княгиня не имеет права распоряжаться своим уделом)[2].

В 1460—1470-е годы знахори и старожильцы Бортной волости в Марининой Слободе удостоверяют на суде съезжих судей, что на спорном с Троицким Махрищским монастырем селище Лаптеве ещё за десять лет до Едигеевой рати «жил … Ивашко Лапоть, а тянул … к Ехтову». Противная сторона, монастырский посельский, настаивая на том, что селище относится к монастырскому селу Зеленцину, приводит целый список монастырских крестьян, живших в деревне Феденинской и пахавших спорное селище: «…жил, господине, у нас в той деревне Феденя с детьми. . ., а после того. . . Федени жил у нас Еська с детьми…, а после Еськи … жил у нас в той же деревне Буженина. .., а после того … Буженины жил у нас Гридя Рыкуля… в тон же деревне, а после Гридки осталися его дети Омельянко да Бориско».
По берегам рек Киржача и Шерны — единственный район Переяславскиого уезда, в котором по межевой книге 1592/93 годов можно обнаружить наличие чёрных земель. Межевая книга называет здесь село Жердеево, две деревни и десять пустошей, принадлежащих к Аргуновской и Марининской волостям. Это остатки больших волостей, существовавших здесь до середины XVI века В 90-х годах в этом районе можно насчитать около десятка поместий, причем некоторые из них образовались, видимо, недавно (например, поместье немчина Ломиноса). Территория Марининской и Аргуновской волостей, как и других волостей уезда, постепенно раздаётся помещикам. Этот процесс, приведший к исчезновению чёрной волости в большинстве районов уезда, в южной части уезда к 90-м годам ещё не закончился. Позднее, в начале XVII века, земли на Киржаче и Шерне были использованы правительством для создания новых поместий и для вознаграждения служилых людей вотчинами за московское и троицкое «осадное сидение».
На протяжении XV века чёрная волость была одним из основных элементов аграрного и социального строя, в середине XVI века она ещё сохранялась во многих частях уезда. За десятилетия правления Ивана IV земли и люди чёрной волости в уезде превращаются в резервный фонд для раздачи служилым людям.
Согласно межевой книге 1592/93 годов, в Кодяеве стане и Марининой Слободе Борисоглебского стана расположены троицкое село Мячково с многочисленными деревнями и землями зависимого от Троицы Благовещенского Киржачского монастыря. Соседями их являются: «государевы» Аргуновская и Марининская волости (остатки чёрных земель); «государевы земли» (отдельные села и деревни); патриаршие земли — старинный домен патриаршего (митрополичьего) дома, волости Романовская и Каринская; земли московского Новоспасского монастыря (село Новоселки с деревнями); вотчина А. Ф. Нагого (сельцо Клобуково); поместья Б. Аисина (сельцо Бобково с деревнями), татар братьев Александра и Афанасия (деревня Чепасово), Н. Всесвятского (пустошь Фофаново), немчина 3. Ломиноса (пустоши Брюханово и Старостине); без обозначения статуса владения — земли Оксиньи Федоровой жены Молвяниновой (село Смолнево) и князя Д. Шуйского (дереревня Курбатово). Межевая книга упоминает здесь также бывшую вотчину И. Г. Нагого (отданную Киржачскому монастырю), бывшее поместье Чемодуровых (пустошь Жилина) и ряд поместных земель без обозначения владельцев и «пустотных» земель. Основная масса землевладельцев 1590-х годов — новые люди, только Аисины и Нагие относятся к старым фамилиям. Остальные феодалы этого района, известные по старым актам, по-видимому, потеряли свои земли не позднее 1570-х годов: после этого времени их имена не встречаются ни в актах, ни в десятнях, ни в писцовых книгах 1620-х годов. Относительно некоторых из них есть прямое указание, что они пострадали в период опричнины. Имена некоторых старых киржачско-шерненских вотчинников встречаются в конце XVI века среди помещиков южных уездов: в Каширском уезде — Леонтьевы, Мещериновы и Тутолмины, Тутолмины также имеют поместье и в Веневе.

## Населённые пункты
В XV веке под деревней понимается, как однодворные (1 крестьянин с семьёй), так и многодворные населённые пункты.
Село Озерецкое-Сколепово, село Филипповское, село Романовское, сельцо Конковское, монастырское село Зеленцино, деревня Феденинское(ая), село Давыдовское, село Дубровка, село Козецкое, село Бычкино-Мичурино. Согласно межевой книге 1592/93 годов, в Кодяеве стане и Марининой Слободе Борисоглебского стана расположены троицкое село Мячково с многочисленными деревнями и землями зависимого от Троицы Благовещенского Киржачского монастыря. Соседями их являются: «государевы» Аргуновская и Марининская волости (остатки чёрных земель).

## Землевладельцы Марининской волости
- Удельный князь Владимир Андреевич Старицкий[3]. В Марининской волости Князь Старицкий и был отравлен. Пискарёвский летописец так повествует о его кончине[4]:

О смерти князя Володимера Андреевича и матери его. Лета 7077 положил князь велики гнев свой на брата своего князя Володимера Андреевича и на матерь его. И посла его на службу в Нижней, а сам поеде на Вологду. И побыв тамо и поеде с Вологды к Москве. А по князя Володимера посла, а велел ему быти на ям на Богону и со кнегинею и з детьми. И поиде с Москвы в Слободу и и(з) Слободы, вооружася все, кобы (на ратной). И заехал князь велики на ям на Богону и тут его опоил зелием и со княгинею и з дочерию большею, а сына князя Василия и меньшую дочерь пощадил.
- С 1572 по 1581 год владельцем Марининской волости с селом Романовским был старший сын Ивана Грозного — Иван Иванович.
- Монастыри. Все монастырские владения в Марининской волости были приписаны к селу Филипповскому (Марининской волости Борисоглебского стана на реке Шерне). По выданной в октябре 1543 года сотной с писцовых книг письма И. Ф. Хидырщикова с товарищи там числилось тогда 40 деревень, 3 сохи пашни, то есть около 1800 ч. в переводе на «добрую землю». В сотной 1562 года с книг письма У. И. Данилова и И. И. Пушкина с товарищи там было 37 деревень, 1679 ч. пашни и перелога, 80 ч. пашенного леса и кустарника, 610 ч. непашенного леса[5]. 
Из жалованной грамоты 1436 года известно о наличии монастырской вотчины Чудова монастыря в Марининой Слободе, — уделе великой княгини Софьи Витовтовны, здесь монастырю принадлежали сёла Давыдовское[2][6] и Дубровка с деревнями (в ноябре 1436 года на эти сёла с деревнями выдал грамоту сам Василий II, территория, на которой располагалась монастырская вотчина, определена в грамоте как волость «матери моей великые княгини Софьи»)[6]. 
Горицкий монастырь не позднее первой трети XV века приобрёл комплекс села Козецкого. В дальнейшем, в 1497—1512 годах, монастырь променял (видимо, по частям) это село светским вотчинникам — Челяднину и Слизневым-Ташлыковым[2].
 Киржачский Благовещенский монастырь в первой половине XV века также владел вотчинами в Марининой Слободе. В жалованных грамотах этого времени в составе монастырских вотчин названы деревни Желдыбино, Селиванкова Гора, Ефремовская. По свидетельству жалованной грамоты великой княгини Марьи Ярославны, в третьей четверти XV века монастырские «села и деревни» расположены в обоих станах Марининой Слободы — Артемьевском и Бортном. В XVI в. все перечисленные выше деревни фигурируют как центры феодальных вотчин — «сельцы», а слобода Тутолмина названа «селом»[2].
- Макаровы, имевшие вотчины в Марининой Слободе, дали в 1579/80 годах в Махрищский монастырь деревню Бычкино-Мичурино. Часть этой деревни была дана в этот же монастырь ещё в конце 50-х годов[2].
- Тутолмины, вотчинники Марининой Слободы на реке Киржач, помещики Каширского и Веневского уездов[2].
- Конковы на реке Шерне[2].
- Всесвятский Никита, городовой сын боярский, помещик Марининой Слободы (пустошь Фофаново), 1590-е годы[2].
- Ломинос Захар, «немчин», помещик Марининой Слободы (пустошь Бргоханово и др.), 1590-е годы[2].
- Мещериновы, вотчинники Маринной Слободы, помещики Каширского уезда[2].
- Нагой Андрей Федорович, дворовый сын боярский, вотчинник Марининой Слободы (деревня Лобаново), середина XVI века[2].
- Нагой Иван Григорьевич, вотчинник Марининой Слободы, конец XVI века[2].
- Чемодуровы, вотчинники Марининой Слободы[2].
- Чертовской Постник Юрьев сын Истомина, вотчинник Марининой Слободы (сельцо Конковское и другие), середина XVI века[2].
- Чертовской Юрий Истомин сын Степанова, вотчинник Марининой Слободы, середина XVI века[2].
- Чертовская Ульяна, жена Ю. И. Чертовского, вотчинница Марининой Слободы (сельцо Конковское и др.), середина XVI века[2].